# Caroline Fortin

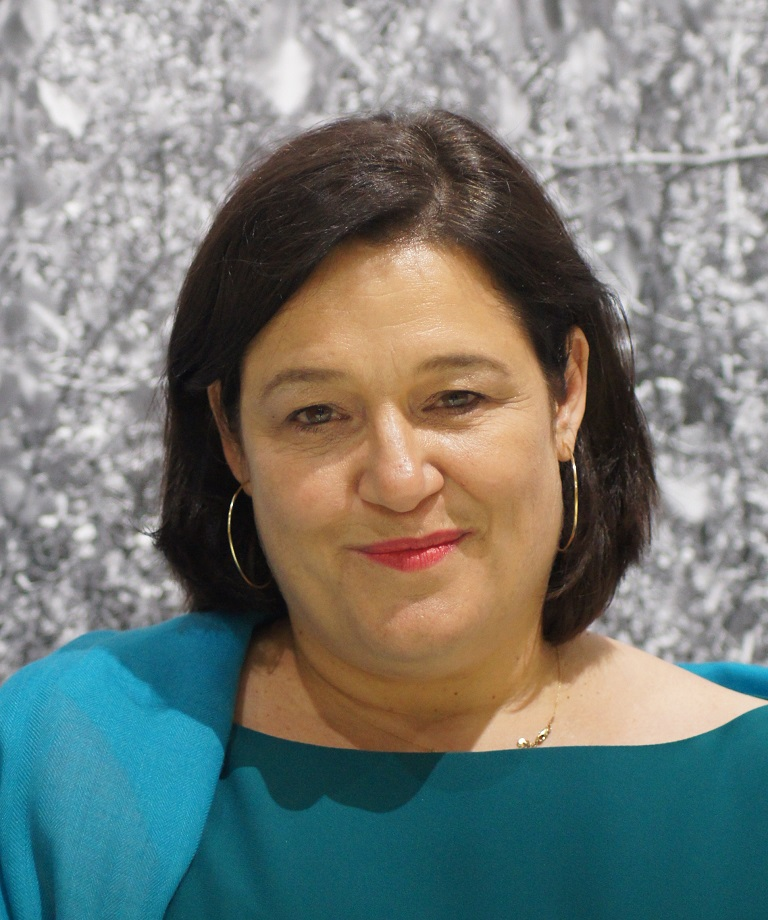
Caroline Fortin (2019)

Caroline Fortin (* 1960 in Kanada) ist eine kanadische Verlegerin und Spieleentwicklerin. Sie ist Vorsitzende des Ehrengastkomitees „CanadaFBM2020“, das die Beteiligung Kanadas als Gastland der Frankfurter Buchmesse 2020 (nur virtuell) und 2021 koordiniert.

## Leben
Fortin ist Generaldirektorin der Éditions Québec Amérique und Vizepräsidentin der Group Québec Amérique (QA), einer Verlagsgruppe mit Sitz in Montreal. Die Gesellschaft gilt als führender Vertriebshändler für französischsprachige Bücher in Kanada. Zu ihr gehört auch eine Kette von Ladencafés.
Fortin war von 2012 bis 2013 Präsidentin von Livres Canada Books.
Fortin entwickelte 2000 das Computerspiel Mango Plumo, ein Lernspiel über Meteorologie für Kinder von sechs bis zehn Jahren.

## Veröffentlichungen (Auswahl)
Autorin
- Lueurs originelles. Témoignages. Éditions Deslandes, Québec 2003. ISBN 978-2-922224-15-3.

Herausgeberin
- Tant de façons de se reproduire. Une nouvelle manière d'explorer le monde animal.
  - So many ways to reproduce. A new way to explore the animal kingdom. 1998.
- Donna Vekteris: Unwetter. Kosmos, Stuttgart 2003.
- Donna Vekteris: Scholastic visual sports encyclopedia. Scholastic Reference, 2006.
- L'Encyclopédie junior Notre Terre. L'Univers, La Terre, La météo, Les océans. Hachette jeunesse, 2007.
- Le corps humain. Comprendre notre organisme et son fonctionnement. 2. Auflage, Montréal 2012.

## Computerspiel
- Mango Plumo. 2000. LaserMédia, Paris; QA international, Montréal 2000.